# Aleksandr Petróvich Fiódorov
Aleksandr Petróvich Fiódorov (en ruso: Александр Петрович Фёдоров) (1872 - después de 1910) fue un inventor ruso, pionero de la teoría de los vuelos espaciales tripulados.

## Biografía
Nació el 4 de febrero de 1872, en el seno de una familia aristocrática. Estudió en el Cuerpo de Cadetes, y a continuación, en la Escuela de Cadetes de Infantería de Moscú, sirviendo como sargento durante un tiempo. 
Tras licenciarse, continuó su formación técnica en Francia. De regreso a Rusia trabajó en una oficina técnica, colaborando con varios periódicos y revistas en la popularización de avances científicos. En 1899 publicó en San Petersburgo el periódico Politéjnika (Politécnico) ("Periódico semanal teórico y práctico de la técnica y de la aplicación del conocimiento").

## "Nuevo principio de la aeronáutica"
En 1896 publicó en San Petersburgo un artículo titulado "Nuevo principio de la aeronáutica sin el uso de la atmósfera como sustentador", en el que se describe el funcionamiento de un nuevo medio técnico: el vuelo de los cohetes tripulados para moverse más allá de la atmósfera. Fiódorov propuso utilizar el vapor de agua, el aire comprimido o el dióxido de carbono como propulsores.
Este trabajo poco conocido de Fiódorov inspiró al futuro pionero de la astronáutica Konstantín Tsiolkovski, impulsándole a realizar sus propias investigaciones y cálculos. Posteriormente, Tsiolkovski escribió que el libro de Fiódorov inspiró sus "trabajos rigurosos, con un efecto parecido al de la caída de la manzana en el descubrimiento de Newton de la gravitación".

## Conmemoración
En 1966, en relación con la celebración del 40.º aniversario del Laboratorio de Dinámica de Gases (GDL), la Comisión de la Academia de Ciencias de la URSS asignó el nombre de diez miembros del GDL a otros tantos cráteres situados en la cara oculta de la Luna. En ese mismo año, otra serie de cráteres de la luna fueron denominados con los nombres de científicos y diseñadores que en diferentes momentos desarrollaron los propelentes sólidos y líquidos de los cohetes: Aleksandr Zasiadko, Konstantín Konstantínov, Nikolái Kibálchich, el propio Fiódorov, Mijaíl Pomórtsev, Nikolái Tijomírov, Yuri Kondratiuk, Friedrich Zander, Borís Petropávlovski, Gueorgui Languemak, Vladímir Artémiev, Semión Kósberg, y Nikolái Rynin.

## Reconocimientos
- El cráter lunar Fedorov lleva este nombre en su honor.

## Enlaces
- A. P. Fedorov en "la Enciclopedia de la astronáutica"

- Datos: Q4493912